# Gossau (Sankt Gallen)
Gossau is een gemeente en plaats in het Zwitserse kanton Sankt Gallen, en maakt deel uit van het district St. Gallen.
Gossau telt 17.020 inwoners.
In Gossau bevindt zich de dierentuin Walter Zoo. De plaatselijke voetbalclub is FC Gossau.